# Euphorbia kilwana
Euphorbia kilwana är en törelväxtart som beskrevs av Nicholas Edward Brown. Euphorbia kilwana ingår i släktet törlar, och familjen törelväxter. Inga underarter finns listade i Catalogue of Life.